# Forest Rangers Football Club
Actualités
Le Forest Rangers Football Club est un club de football zambien basé à Ndola.

## Histoire
Le club participe à de nombreuses reprises au championnat de première division.

## Palmarès
- Coupe de Zambie : 2023